# Tylophoropsis
Tylophoropsis is een monotypisch geslacht van korstmossen behorend tot de familie Caliciaceae. Het bevat alleen Tylophoropsis nyeriana.